# Iceberg Interactive
Iceberg Interactive è una casa sviluppatrice di videogiochi olandese, fondata nel 2009 e con sede ad Haarlem.
La società è nota per aver pubblicato giochi di sviluppatori indipendenti, in quanto essa pubblica videogiochi per Windows, MacOS e Linux attraverso i tradizionali canali di vendita al dettaglio e servizi di distribuzione digitale, come Steam. Negli ultimi anni Iceberg Interactive ha anche pubblicato giochi per console del calibro di Xbox e PlayStation.

## Titoli pubblicati
| Titolo                                                   | Anno | Sviluppatore                                          | Piattaforme                 | Note                                  |
| -------------------------------------------------------- | ---- | ----------------------------------------------------- | --------------------------- | ------------------------------------- |
| Restaurant Empire II                                     | 2009 | Enlight                                               | PC                          | Diritti limitati                      |
| Ship Simulator 2008                                      | 2009 | VSTEP                                                 | PC                          | Diritti limitati                      |
| Killing Floor                                            | 2009 | Tripwire Interactive                                  | PC, OSX, Linux              | Diritti limitati                      |
| Red Orchestra                                            | 2009 | Tripwire Interactive                                  | PC                          | Diritti limitati                      |
| Darkness Within: In Pursuit of Loath Nolder              | 2009 | Zoetrope Interactive                                  | PC                          | Diritti mondiali                      |
| Adam's Venture Ep1. The Search for the Lost Garden       | 2009 | Vertigo Games                                         | PC                          | Diritti mondiali; inattivo al momento |
| Zeno Clash                                               | 2009 | ACE Team                                              | PC                          | Diritti limitati; inattivo al momento |
| Return to Mysterious Island 2                            | 2009 | Kheops Studio                                         | PC                          | Diritti limitati; inattivo al momento |
| Dracula Trilogy                                          | 2009 | Microïds                                              | PC                          | Diritti limitati; inattivo al momento |
| Dark Fall: Il diario dei misteri                         | 2009 | Darkling Room                                         | PC                          | Diritti limitati; inattivo al momento |
| Dark Fall II: Lights out                                 | 2009 | Darkling Room                                         | PC                          | Diritti limitati                      |
| Barrow Hill                                              | 2009 | Shadow Tor Studios                                    | PC                          | Diritti mondiali                      |
| Dark Fall: Lost Souls                                    | 2009 | Darkling Studios                                      | PC                          | Diritti mondiali                      |
| Poker Simulator                                          | 2009 | NetMin Games                                          | PC                          | Diritti limitati; inattivo al momento |
| The Lost Crown                                           | 2009 | Darkling Studios                                      | PC                          | Diritti mondiali                      |
| Ninja Blade                                              | 2010 | From Software                                         | PC                          | Diritti limitati; inattivo al momento |
| Still Life 2                                             | 2010 | Microïds                                              | PC                          | Diritti limitati; inattivo al momento |
| Sail Simulator 2010                                      | 2010 | Scentec Software                                      | PC                          | Diritti limitati; inattivo al momento |
| Wings of Prey                                            | 2010 | Gajin Entertainment                                   | PC                          | Diritti limitati                      |
| Airport Control Simulator                                | 2010 | Nemesys Team Studio                                   | PC                          | Diritti limitati; inattivo al momento |
| Armada 2526                                              | 2010 | Ntronium Games                                        | PC                          | Diritti mondiali                      |
| Darkness Within 2: The Dark Lineage                      | 2010 | Zoetrope Interactive                                  | PC                          | Diritti mondiali                      |
| Space Shuttle Mission Simulator: The Collector's Edition | 2010 | Exciting Simulations                                  | PC                          | Diritti limitati; inattivo al momento |
| Global Agenda                                            | 2010 | Hi-rez Studios                                        | PC                          | Diritti limitati; inattivo al momento |
| Craft of Gods                                            | 2010 | Cyberdemons                                           | PC                          | Diritti limitati; inattivo al momento |
| The Ball                                                 | 2010 | Teotl Studios                                         | PC                          | Diritti limitati; inattivo al momento |
| Last Half of Darkness: Tomb of Zojir                     | 2010 | WRF Studios                                           | PC                          | Diritti limitati; inattivo al momento |
| Earthrise                                                | 2011 | Masthead Studios                                      | PC                          | Diritti limitati; inattivo al momento |
| Baron Wittard: Nemesis of Ragnarok                       | 2011 | Wax Lyrical                                           | PC                          | Diritti limitati; inattivo al momento |
| Starpoint Gemini                                         | 2011 | Little Green Men Games                                | PC                          | Diritti mondiali                      |
| Trapped Dead                                             | 2011 | Headup Games/Crenetic                                 | PC                          | Diritti limitati                      |
| Armada 2526: Supernova                                   | 2011 | Ntronium Games                                        | PC                          | Diritti mondiali                      |
| Adam's Venture Ep2. Solomon's Secret                     | 2011 | Vertigo Games                                         | PC                          | Diritti mondiali; inattivo al momento |
| Alter Ego                                                | 2011 | bitComposer Games                                     | PC                          | Diritti limitati; inattivo al momento |
| Family Farm                                              | 2011 | Hammerware                                            | PC, OSX, Linux              | Diritti limitati; inattivo al momento |
| Nuclear Dawn                                             | 2011 | Interwave Studios                                     | PC, OSX, Linux              | Diritti mondiali                      |
| Revenge of the Titans                                    | 2011 | Puppygames                                            | PC, OSX, Linux              | Diritti limitati; inattivo al momento |
| Star Ruler                                               | 2011 | Blind Mind Studios                                    | PC                          | Diritti limitati; inattivo al momento |
| ACES High                                                | 2011 | Hitech Creations                                      | PC                          | Diritti limitati; inattivo al momento |
| Oil Rush                                                 | 2012 | Unigine Corp                                          | PC, OSX, Linux              | Diritti limitati; inattivo al momento |
| APB Reloaded                                             | 2012 | Reloaded Productions                                  | PC                          | Diritti limitati; inattivo al momento |
| Armada 2526: Gold Edition                                | 2012 | Ntronium Games                                        | PC                          | Diritti mondiali                      |
| Blades of Time                                           | 2012 | Gajin Entertainment                                   | PC, OSX                     | Diritti limitati                      |
| Last Half of Darkness: Society of the Serpent Moon       | 2012 | WRF Studios                                           | PC                          | Diritti limitati; inattivo al momento |
| Gemini Wars                                              | 2012 | Camel 101                                             | PC, OSX                     | Diritti mondiali                      |
| Sol: Exodus                                              | 2012 | Bit Planet Games (in passato, Seamless Entertainment) | PC                          | Diritti limitati; inattivo al momento |
| Cristiano Ronaldo: Freestyle                             | 2012 | Biodroid Entertainment                                | PC, OSX                     | Diritti limitati; inattivo al momento |
| Endless Space                                            | 2012 | Amplitude Studios                                     | PC, OSX                     | Diritti limitati; inattivo al momento |
| Real Heroes: Firefighter                                 | 2012 | Scientifically Proven Entertainment                   | PC                          | Diritti limitati; inattivo al momento |
| The Good Life                                            | 2012 | Immersion FX Games                                    | PC                          | Diritti mondiali                      |
| Tiny Troopers                                            | 2012 | Kukouri                                               | PC, OSX                     | Diritti mondiali                      |
| Adam's Venture Ep3. Revelations                          | 2012 | Vertigo Games                                         | PC                          | Diritti mondiali; inattivo al momento |
| Zombie Apocalypse Pack                                   | 2013 | Various Developers                                    | PC                          | Diritti limitati; inattivo al momento |
| Rising Storm                                             | 2013 | Tripwire Interactive                                  | PC                          | Diritti limitati                      |
| Gas Guzzlers Extreme                                     | 2013 | Gamepires                                             | PC, Xbox One                | Diritti mondiali                      |
| Stardrive                                                | 2013 | Zero Sum Games                                        | PC                          | Diritti mondiali                      |
| Dark Matter                                              | 2013 | Interwave Studios                                     | PC, OSX, Linux              | Diritti mondiali                      |
| Endless Legend                                           | 2014 | Amplitude Studios                                     | PC, OSX                     | Diritti limitati                      |
| Starpoint Gemini 2                                       | 2014 | Little Green Men Games                                | PC                          | Diritti mondiali                      |
| Lords of the Black Sun                                   | 2014 | Arkavi Studios                                        | PC                          | Diritti mondiali                      |
| Horizon                                                  | 2014 | L3O Interactive                                       | PC                          | Diritti mondiali                      |
| Stardrive II                                             | 2015 | Zero Sum Games                                        | PC, OSX, Linux              | Diritti mondiali                      |
| The Last Crown: Midnight Horror                          | 2015 | Darkling Room                                         | PC                          | Diritti mondiali                      |
| Vector Thrust                                            | 2015 | TimeSymmetry                                          | PC                          | Diritti mondiali                      |
| Inside My Radio                                          | 2015 | Seaven Studio                                         | PC                          | Diritti mondiali                      |
| Ceres                                                    | 2015 | Jötunn Games                                          | PC, OSX, Linux              | Diritti mondiali                      |
| Killing Floor 2                                          | 2016 | Tripwire Interactive                                  | PC, PlayStation 4, Xbox One | Diritti limitati                      |
| Barrow Hill: The Dark Path                               | 2016 | Shadow Tor Studios                                    | PC                          | Diritti mondiali                      |
| Into the Stars                                           | 2016 | Fugitive Games                                        | PC                          | Diritti mondiali                      |
| Starship Corporation                                     | 2016 | Coronado Games                                        | PC                          | Diritti mondiali                      |
| Rising Storm 2: Vietnam                                  | 2017 | Tripwire Interactive                                  | PC                          | Diritti limitati                      |
| Empathy: Path of Whispers                                | 2017 | Pixel Night                                           | PC                          | Diritti mondiali                      |
| Stars in Shadow                                          | 2017 | Ashdar Games                                          | PC                          | Diritti mondiali                      |
| Starpoint Gemini Warlords                                | 2017 | Little Green Men Games                                | PC                          | Diritti mondiali                      |
| Conarium                                                 | 2017 | Zoetrope Interactive                                  | PC                          | Diritti mondiali                      |
| Dawn of Andromeda                                        | 2017 | Grey Wolf Entertainment                               | PC                          | Diritti mondiali                      |
| Inmates                                                  | 2017 | Davit Andreasyan                                      | PC                          | Diritti mondiali                      |
| Oriental Empires                                         | 2017 | Shining Pixel Studios                                 | PC                          | Diritti mondiali                      |
| Antigraviator                                            | 2018 | Cybernetic Walrus                                     | PC, PlayStation 4, Xbox One | Diritti mondiali                      |
| Tech Support: Error Unknown                              | 2019 | Dragon Slumber                                        | PC                          | Diritti mondiali                      |
| The Sojourn                                              | 2019 | Shifting Tides                                        | PC                          | Diritti mondiali                      |
| Railroad Corporation                                     | 2019 | Corbie Games                                          | PC                          | Diritti mondiali                      |
| Pax Nova                                                 | 2019 | GreyWolf Entertainment                                | PC                          | Diritti mondiali                      |
| Still There                                              | 2019 | GhostShark Games                                      | PC, macOS, Nintendo Switch  | Diritti mondiali                      |
| Lunacy: Saint Rhodes                                     | 2020 | Lazarus Studio                                        | PC                          | Diritti mondiali                      |
| Strange Horticulture                                     | 2022 | Bad Viking                                            | PC, Nintendo Switch         | Diritti mondiali                      |
| Land of the Vikings                                      | 2022 | Laps Games                                            | PC                          | Diritti mondiali                      |